# Плещеницкое водохранилище
Пле́щеницкое водохрани́лище (бел. Пле́шчаніцкае вадасхо́вішча) — водохранилище на реке Двиноса. Находится в Логойском районе Минской области Белоруссии.

## Географическое положение
Плещеницкое водохранилище организовано на реке Двиноса в 34 км от устья.
Водоём располагается в 24 км к северу от города Логойск, неподалёку от западной окраины городского посёлка Плещеницы. По данным 1980-х годов, высота водного зеркала над уровнем моря составляла 191,8 м; по данным 2011 года — 192,9 м.

## Гидрография
По данным 2011 года, площадь поверхности водоёма составляет 2 км². Длина — 2,9 км, наибольшая ширина — 0,9 км, средняя — 0,7 км. Длина береговой линии — 8,2 км. Наибольшая глубина — 6,3 м, средняя — 2,5 м. Полный объём воды в водохранилище — 5,1 млн м³, полезный — 4,1 млн м³. Площадь водосбора — 232 км². Среднегодовые колебания уровня — 0,5 м.
Котловина вытянута с юго-востока на северо-запад. В нижней части котловина расширяется, образуя мелководный залив. Берега поросшие лесом, правый заболоченный, левый высокий (1,5—3 м). Дно илистое, на мелководье песчаное.
В водохранилище впадают две малые реки: с запада — Дрылянка, с востока — Рудавка.
Водоём замерзает в начале декабря. Толщина образующегося льда — 40—50 см. Ледоход начинается в середине марта.
Минерализация воды составляет 270—295 мг/л, прозрачность — 1 м. 42 % водохранилища зарастает. Наиболее интенсивное зарастание отмечается в верхней части и в нижнем заливе. Среди надводной растительности преобладают аир обыкновенный, ежеголовник прямой, камыш озёрный; среди подводной — рдесты пронзённолистный и гребенчатый, элодея канадская.
В воде обитают щука, окунь, плотва, лещ, карась.

## Гидротехнические сооружения
Водохранилище относится к нерегулируемым. Максимальная высота плотины — 7 м, средняя — 6,2 м; длина по гребню — 1260 м, ширина — 5 м.

## Использование
Водохранилище создано для регулирования стока реки. Работы по созданию водохранилища были начаты в 1958 году и завершены в 1960 году. Кроме того, водоём используется для проведения спортивных мероприятий и в качестве зоны отдыха. В 1971 году водохранилище зарыблялось серебряным карасём.